# Чертан
Черта́н (рос. Чертан, башк. Суртан) — присілок (у минулому село) у складі Дуванського району Башкортостану, Росія. Входить до складу Дуванської сільської ради.
Населення — 242 особи (2010; 246 у 2002).
Національний склад:
- росіяни — 95 %